# لورنتسو برتلی
لورنتسو برتلی (ایتالیایی: Lorenzo Bertelli)، (زادهٔ ۱۰ مهٔ ۱۹۸۸ میلادی)؛ راننده رالی اهل ایتالیا است. او پسر مالکان پرادا، طراح مد، میوچا پرادا و همسرش، تاجر پاتریتسیو برتلی است.